# Honda CR
La Honda CR è un modello di motocicletta con motore a due tempi della casa motociclistica Honda presentata nel 1974, conosciuta inizialmente e fino al 1984 come Elsinore unitamente alle sorelle maggiori di cilindrata diversa, questa moto è stata prodotta in varie cilindrate (60-65, 80-85, 125, 250 e 450-480-500 cm³).
Questa serie è stata accompagnata a partire dal 2002 dalla Honda CRF 450 e dal 2004 dalla Honda CRF 250 che si contraddistingue per il motore a quattro tempi e che a partire dal 2008 ha definitivamente sostituito questa serie.
Questo motociclo viene spesso confuso con la HM CRM, che ha un nome simile, ma non è per uso agonistico, ma per un normale uso stradale.

## Versioni

### 60-65cm³

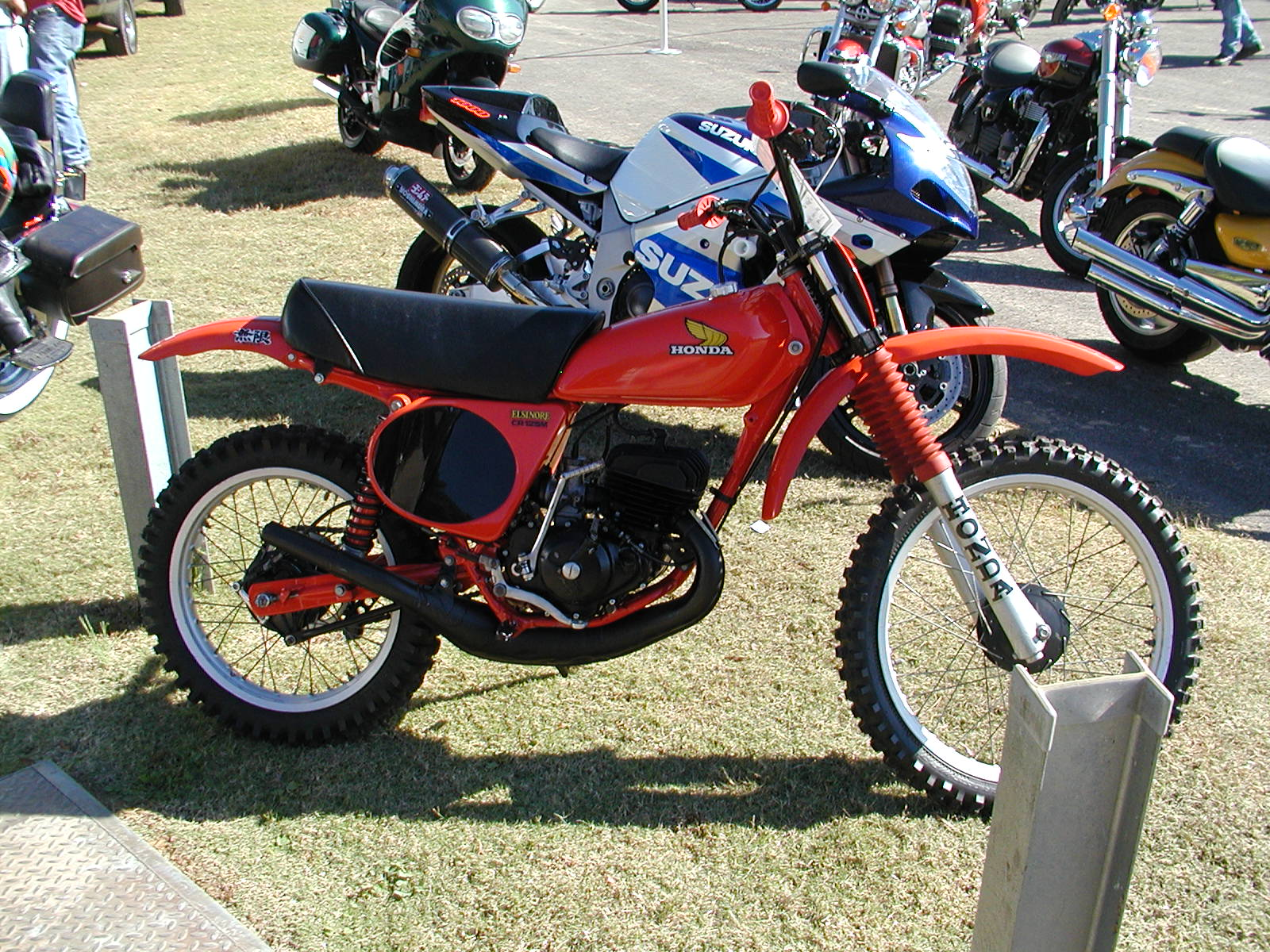
Uno dei primi modelli della Honda CR 125.

- 1983 introdotta con la cilindrata 60 cm³.

- 2003 variata cilindrata a 65 cm³ e prodotta fino al 2007.

### 80-85cm³
- 1980 Introdotta con la cilindrata 80 cm³.
- 1985 aumento della cilindrata a 83 cm³.
- 2003 convertita a 85 cm³ e prodotta fino al 2007.
Nel 1984 venne adoperato il sistema allo scarico ATAC (Automatic Torque Amplification Chamber) e rimosso nel 1986.

### 125cm³
Si trattava di una moto destinata alle competizioni del motocross a partire dal 1974, il propulsore era un motore a due tempi raffreddato ad aria, aveva una potenza di 20 CV a 8000 rpm.
- 1981 si passa da un sistema Doublecross a Monocross (monoammortizzatore) e adotta il raffreddamento a liquido.
- 1984 si introduce il sistema allo scarico ATAC (Automatic Torque Amplification Chamber), sostituito nel 1990 dal nuovo sistema HPP (Honda Power Port), sempre nel 1984 arriva il disco all'anteriore.
- 1987 arriva il freno a disco anche al posteriore.
- 1989 viene montata una nuova forcella a steli rovesciati.
- 1992 nuovo impianto freni rimpicciolito, pompa al manubrio Nissin da 11 mm verniciata in nero con uscita tubo freno laterale posteriore (prima uscita diretta longitudinale). Ruote con raggi zincati a sezione variabile.
- 1993 arriva la rivoluzione, dal modello 250 cm³ del 1992 nuovo telaio, nuove sovrastrutture più snelle ad agevolare gli spostamenti. Riconoscibile dalla cassa filtro bianca, forcella Showa rovesciata da 43 mm senza salti di diametro tra le due piastre sterzo, mozzi ruota verniciati neri, forcellone con asole perno ruota fresate e saldate all'estruso. Carter motore verniciati nero e cilindro alluminio, carburatore Keihin PJ da 36 mm.
- 1994 pochi cambiamenti (geometria di sterzo, offset piastre), forcelle Kayaba da 43 mm ma con rompifango in plastica alle estremità, forcellone con asole perno ruota riportate in lamierino di acciaio diretto sugli estrusi.
- 1995 telaio in acciaio irrobustito nelle sezioni, cassa filtro bianca, nuovo forcellone con asole fresate e saldate ma di sezione maggiorata, nuovi mozzi ruota di maggior larghezza in alluminio tinta naturale, cerchio posteriore da 19", forcella Kayaba da 43 mm senza rompifango e a boccola portaparaolio innestata sul fodero per interferenza (prima ricavata per imbutitura di pezzo sul fodero), nuove sovrastrutture, non cambia il serbatoio, carter motore in alluminio naturale.
Alex Puzar vince il mondiale cross della 125 con le Honda preparate da Corrado Maddii.
- 1996 nuova cassa filtro nera, aggiornamenti all'accensione con nuova centralina digitale a 8 bit e registro alte/basse velocità di compressione sul mono posteriore; travasi del cilindro modificati.
- 1997 ultimo anno di telaio in acciaio, Honda produce la CR 125 col motore più performante e potente mai progettato (erogazione di circa 29.8 CV); ancora oggi molto ricercato apprezzato dagli amatori per il suo fenomenale e raro motore. Minimi cambiamenti grafici, sella bicolore.
- 1998 il telaio viene cambiato con uno perimetrale in alluminio. Erogava circa 28.6CV alla ruota record della categoria, nuovo cambio a 5 marce.
Nel 1999 meccanica invariata.
- 2000 nuovo telaio in alluminio "2ª generazione", nuove sovrastrutture plastiche, a livello motore cambia il cilindro, dove viene sostituita la valvola HPP con la valvola di scarico a flap di tipo RC VALVE (derivazione NSR GP).
Nel 2001 minori modifiche, a livello di telaio cambia l'esecuzione delle saldature della trave discendente.
- 2002 arriva il telaio in alluminio "3ª generazione", nuove sovrastrutture plastiche, motore simile al modello 2001, ultima annata in cui e possibile montare cilindro e attuatore valvola HPP.
- 2003 carburatore Mikuni TMX da 38 mm, minimi aggiornamenti.
- 2004 la valvola allo scarico diventa RC a comando elettronico come sulla sorella di 250 cm³.
- 2005 il motore viene riprogettato e aggiornato, la valvola di scarico torna a comando meccanico siglata RC, nuova forcella Kayaba a cartuccia sigillata da 46 mm.
Il 2007 è stato l'ultimo anno di produzione della CR 125 che ha avuto una carriera di ben 35 anni.

### 250cm
- 1973 fu la prima CR prodotta e rimase in produzione fino al 2007.
- 1981 si passa da un sistema Doublecross a Monocross (monoammortizzatore), sempre nel 1984 adotta il raffreddamento a liquido. 
- 1984 si introduce il sistema allo scarico ATAC (Automatic Torque Amplification Chamber).
- 1986 L’ATAC viene sostituito dal nuovo sistema HPP (Honda Power Port) e arriva il disco del freno anteriore.
- 1987 arriva il freno a disco al posteriore.
- 1989 viene montata una nuova forcella a steli rovesciati.
- 1997 il telaio viene cambiato con uno perimetrale in alluminio. Erogava circa 49 CV.
Nel 2007 viene prodotta la ultima annata del 250 2 tempi e in particolare per alcuni mercati selezionati il reparto corse HRC ha allestito la CR 250 Pega replica impreziosita di grafiche Repsol, serbatoio rally maggiorato, cerchi e ruote sbiaditi, sfiati forcelle asimmetrici e una speciale marmitta ad espansione.

### 450-480-500cm³
- 1981 Introdotta con la cilindrata 450 (431 cm³).
- 1982 cilindrata alzata a 480 (472 cm³).
- 1984 cilindrata alzata a 500 (491 cm³) e prodotta fino al 2001.
Nel 1984 s'introduce il disco del freno anteriore e solo nel 1987 arriva anche nel posteriore
Nel 1985 si adotta il raffreddamento a liquido,
Nel 1989 viene montata una nuova forcella a steli rovesciati. Erogava circa 65 CV.

### Elettrica
Al Tokyo Motorcicle Show del 2019 viene presentato un concept della nuova Honda CR-E dotata di propulsore elettrico. Il telaio viene ripreso dall'attuale CRF 250 con sospensioni Showa. Le plastiche rimangono invariate dai modelli CRF 250 e CRF 450, ma cambiano le grafiche, riportando i classici colori della HRC.

## Le versioni derivate
Le Honda Motard sono le CR che una volta importate in Italia vengono preparate dall'importatore HM per il supermotard e l'uso stradale. Infatti HM è la sigla di Honda-Montesa.
Questa moto si differenzia dalla versione cross per la presenza delle ruote da 17 pollici, per l'impianto frenante da moto stradale e per il parafango anteriore accorciato. Le gomme sono da 120/70-17 all'anteriore e 150/60-17 al posteriore, il freno a disco anteriore è della NG Brake flottante da 320mm, con pinza e pompa frenante originali derivazione cross della Nissin con spostapinza realizzato al CNC della HM, mentre quello posteriore è da 240 mm.
Sono state prodotte a partire dal 1998 e sono rimaste in produzione sino al 2007 la versione da 125 cm³, sino al 2003 la versione da 250 cm³ e solo un anno la versione da 500 cm³. La doppia omologazione è presente a libretto per cerchi enduro da 21/18" e motard 17/17" dai modelli 1998 sino ai modelli 2003.
I modelli a CRF 450 a 4 tempi sono in produzione dal 2002, il modello CRF 250 dal 2004, con l'aggiunta delle versioni X ad avviamento elettrico dal 2005.
Le Honda CRE sono le CR da cross Honda preparate in versione enduro (targa, impianto elettrico e fanali) dall'importatore HM.
Implementazione sul modello cross originale Honda con l'aggiunta di coperchio volano maggiorato, statore Ducati Energia trifase da 120 W fissato sul coperchio volano, statore magnetico aggiuntivo fissato sopra il volano originale cross con dado a colletto allungato speciale. Regolatore, raddrizzatore di tensione in parallelo, impianto fari, frecce e stop con sensore su freno anteriore e posteriore, clacson, portatarga posteriore, faro anteriore.
Il parafango posteriore è sorretto da un telaietto di rinforzo aggiuntivo in acciaio.
Stampella centrale fino al 1997, poi laterale fissata ad uno speciale supporto pedana dal 1998.
Accessori a seconda dell'evoluzione richiesta dalle normative di omologazione del periodo.